# Comuna Valea Argovei, Călărași
Valea Argovei (în trecut, Obileștii Noi, I.I.C. Brătianu și I.C. Frimu) este o comună în județul Călărași, Muntenia, România, formată din satele Lunca, Ostrovu, Siliștea, Valea Argovei (reședința) și Vlădiceasca.

## Așezare
Comuna se află în centrul județului, pe malul stâng al râului Mostiștea și pe malurile afluentului acestuia, Argova. Este traversată de șoseaua județeană DJ303, care duce spre nord-vest la Gurbănești, Sărulești și Tămădău Mare (unde se termină în DN3), și spre sud la Frăsinet și Mânăstirea (unde se termină în DN31). Din acest drum, la Valea Argovei se ramifică șoseaua județeană DJ201B care duce spre nord la Lehliu Gară (unde se intersectează cu DN3 și DN3A) și mai departe în județul Ialomița la Sălcioara și Ciochina.

## Demografie
Componența etnică a comunei Valea Argovei
     Români (92,83%)
     Romi (1,04%)
     Alte etnii (0%)
     Necunoscută (6,14%)
Componența confesională a comunei Valea Argovei
     Ortodocși (93,39%)
     Alte religii (0,26%)
     Necunoscută (6,35%)
Conform recensământului efectuat în 2021, populația comunei Valea Argovei se ridică la 2.314 locuitori, în scădere față de recensământul anterior din 2011, când fuseseră înregistrați 2.637 de locuitori. Majoritatea locuitorilor sunt români (92,83%), cu o minoritate de romi (1,04%), iar pentru 6,14% nu se cunoaște apartenența etnică. Din punct de vedere confesional, majoritatea locuitorilor sunt ortodocși (93,39%), iar pentru 6,35% nu se cunoaște apartenența confesională.

## Politică și administrație
Comuna Valea Argovei este administrată de un primar și un consiliu local compus din 11 consilieri. Primarul, Costel Boitan[*], de la Partidul Social Democrat, este în funcție din 2012. Începând cu alegerile locale din 2024, consiliul local are următoarea componență pe partide politice:
|  | Partid                          | Consilieri | Componența Consiliului | Componența Consiliului | Componența Consiliului | Componența Consiliului | Componența Consiliului | Componența Consiliului | Componența Consiliului | Componența Consiliului |
|  | ------------------------------- | ---------- | ---------------------- | ---------------------- | ---------------------- | ---------------------- | ---------------------- | ---------------------- | ---------------------- | ---------------------- |
|  | Partidul Social Democrat        | 8          |                        |                        |                        |                        |                        |                        |                        |                        |
|  | Alianța pentru Unirea Românilor | 2          |                        |                        |                        |                        |                        |                        |                        |                        |
|  | Partidul PRO România            | 1          |                        |                        |                        |                        |                        |                        |                        |                        |

## Istorie
La sfârșitul secolului al XIX-lea, comuna purta numele de Obileștii Noi, făcea parte din plasa Negoești a județului Ilfov și era formată din satele Buzoeni, Orășani și Obileștii Noi, cu 1688 de locuitori, ce trăiau în 314 case. În comună existau o moară cu apă, o biserică și două școli, iar principalii proprietari de pământ erau moștenitorii principelui N. Bibescu. La acea vreme, pe teritoriul actual al comunei mai funcționa și comuna Obileștii Vechi (Siliștea), având doar satul de reședință cu 941 de locuitori, o biserică și o școală mixtă cu 25 de elevi. Anuarul Socec din 1925 consemnează cele două comune în plasa Sărulești a aceluiași județ. Obileștii Noi avea în compunere satele Obileștii Noi, Valea Căpitanului și Vlădiceasca, plus cătunele Orășani, Buzoieni și Pârlițeni, cu 3153 de locuitori. Comuna Obileștii Vechi era formată tot dintr-un singur sat, iar populația ei era de 1124 de locuitori. Din 1931, comuna Obileștii Noi a luat numele de I.I.C. Brătianu (fiind formată din satele Buzoeni, I.I.C. Brătianu, Mavrodinoaia, Valea Căpitanului și Vlădiceasca), iar comuna Obileștii Vechi a luat numele de Obilești.
După al Doilea Război Mondial, comuna I.I.C. Brătianu a fost rebotezată în I.C. Frimu. În 1950, cele două comune au trecut în administrarea raionului Brănești și apoi (după 1956) în cea a raionului Lehliu din regiunea București. În 1964, denumirea comunei și a satului ei de reședință a fost schimbată în Valea Argovei; satul Valea Căpitanului a primit numele de Ostrovu. Între timp, și satul și comuna Obilești au revenit la denumirea de Siliștea. În 1968, comuna Valea Argovei a revenit la județul Ilfov, reînființat, și a înglobat și satul Siliștea (comuna Siliștea desființându-se). În 1981, o reorganizare administrativă regională a dus la transferarea comunei la județul Călărași.

## Monumente istorice
Nouă obiective din comuna Valea Argovei sunt incluse în lista monumentelor istorice din județul Călărași ca monumente de interes local. Șase dintre ele sunt situri arheologice: așezarea neolitică de pe terasa lacului Frăsinet/Obilești lângă satul Lunca; așezarea de „pe Coastă” aflată la 500 m de satul Lunca, datând din secolele al IV-lea–al III-lea î.e.n.; situl de „la Grădini” aflat tot lângă satul Lunca, pe malul lacului Frăsinet/Obilești, sit ce cuprinde o așezare neolitică aparținând culturii Boian (faza Bolintineanu) și o necropolă de incinerație din Halstattul timpuriu, cultura aspectul Mediaș; ruinele curții Brâncovenești (secolul al XVIII-lea) aflate pe insula Dealul Beci în dreptul satului Siliștea; situl de la „Gherghelăul Mic” de la sud-vest de satul Vlădiceasca cuprinzând așezări de tip tell din neolitic (cultura Boian), eneolitic (cultura Gumelnița) și din perioada Latène; și tellul de la Vlădiceasca din punctul „Gherghelăul Mare”, ce cuprinde trei așezări similare.
Un obiectiv este clasificat ca monument de arhitectură — casa boierească din secolul al XVIII-lea, aflată în dreptul satului Siliștea, între satele Dănești și Lupșanu, pe malul Argovei. Celelalte două sunt clasificate ca monumente memoriale sau funerare: locul unei lupte din Războiul Ruso-Turc din 1806-1812, denumit „Malul Bătăliei”, aflat la vest de satul Lunca; și crucea de piatră din satul Ostrovu, datând din 1651.